# فرودگاه سورمرسک-۱
فرودگاه سورمرسک-۱ (به انگلیسی: Severomorsk-1) یک فرودگاه نظامی است که یک باند فرود بتن دارد و طول باند آن ۳۰۰۰ متر است. این فرودگاه در شهر سورومورسک کشور روسیه قرار دارد و در ارتفاع ۷۳ متری از سطح دریا واقع شده‌است.